# Paulette Nardal
Pour les articles homonymes, voir Nardal.
Paulette Nardal, née le 12 octobre 1896 au François en Martinique et morte le 16 février 1985 à Fort-de-France, est une femme de lettres et journaliste française.
Militante de la cause noire avec sa sœur Jeanne, elle est une des inspiratrices du courant littéraire de la négritude et la première femme noire à étudier à la Sorbonne.

## Biographie

### Jeunesse en Martinique
Paulette Nardal naît au François en Martinique le 12 octobre 1896 dans une famille de la nouvelle bourgeoisie noire de l'île. Elle est la fille de Paul Nardal et de Louise Achille, une femme métisse institutrice, et la cousine germaine de l'intellectuel Louis-Thomas Achille.
Elle est l'aînée de sept sœurs élevées dans une culture dite « latine » qui toutes ont fait de longues études, étudiant les humanités, l'histoire de l'art occidental et la musique.
Son père, Paul Nardal, est le premier Noir à décrocher une bourse pour l’École des arts et métiers à Paris, puis le premier ingénieur noir en travaux publics, actif pendant 45 années au Service colonial des Travaux publics. Il supervise les travaux du réservoir de l’Évêché, du pont Absalon à Fort-de-France ainsi qu’une partie de l’église de Ducos, partiellement détruite en 1903 par un cyclone. Enseignant en mathématiques et en physique, il forme plusieurs générations d’ingénieurs martiniquais. Il recevra les Palmes académiques et la Légion d’honneur et son nom est donné à une rue de la ville-préfecture. Sa grand-mère, Sidonie Nardal, était née esclave.
Louise Achille, mère de Paulette, est née le 2 juillet 1869 dans une famille de mulâtres. Elle est impliquée dans les sociétés mutualistes telles que la Société des Dames de Saint–Louis, qui vient en aide aux femmes de 18 à 50 ans et à leurs enfants, mais également en faveur des personnes âgées à l’asile des vieillards de Bethléem, ainsi qu'à l'Ouvroir, institution destinée à accueillir de jeunes orphelines désargentées ou encore à l’orphelinat de La Ruche.
Paulette est âgée de six ans lors de l'éruption de la montagne Pelée en 1902 et l'anéantissement de Saint-Pierre, la capitale économique et culturelle de la Martinique.
Paulette Nardal devient institutrice avant de décider, à l'âge de 24 ans, de rejoindre la France métropolitaine pour poursuivre ses études de lettres.

### Vie parisienne

#### Études à la Sorbonne

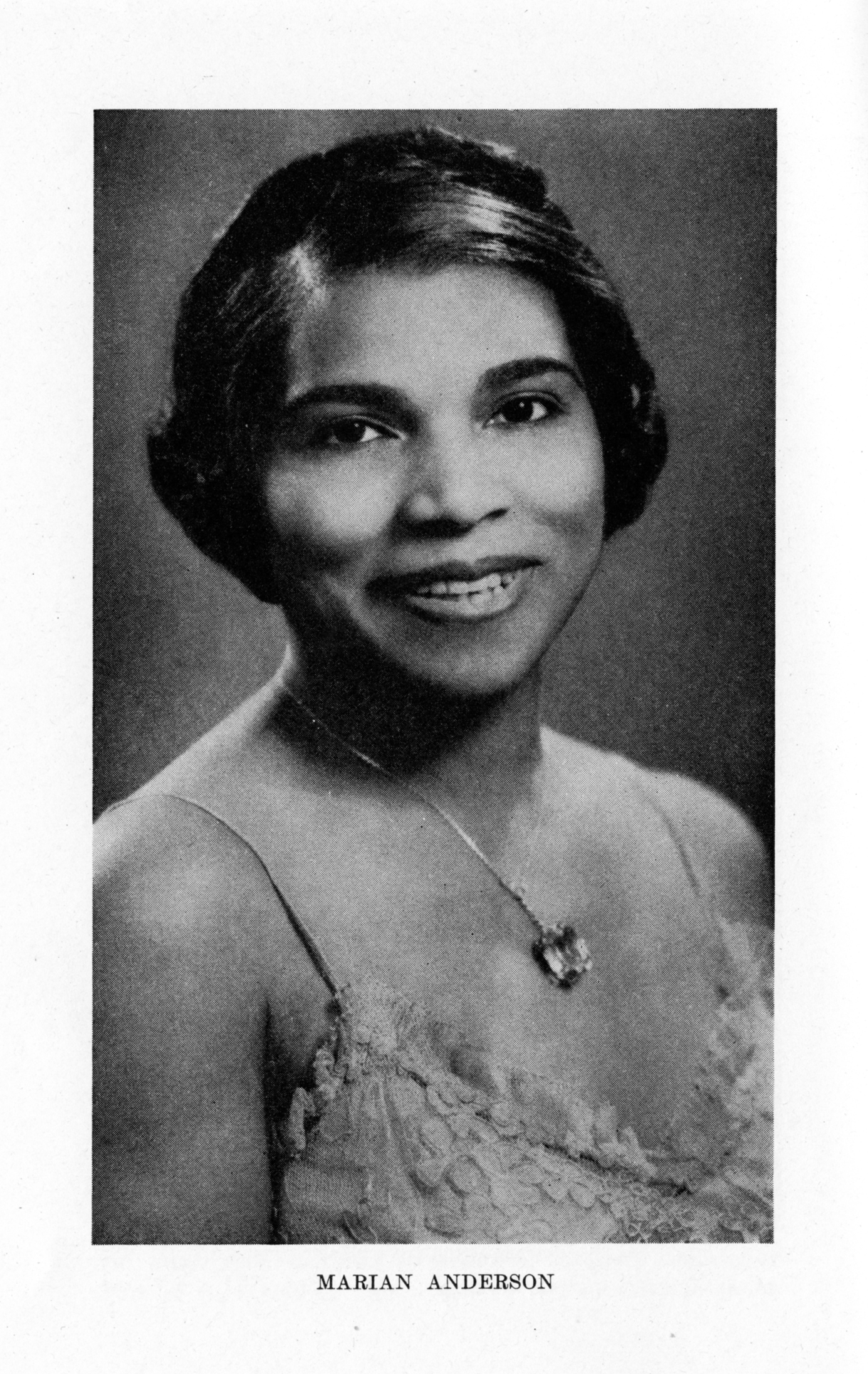
La cantatrice américaine Marian Anderson.

Elle arrive à Paris en 1920 et y entreprend des études d'anglais. Elle et sa sœur Jeanne, qui étudie la littérature, sont les premières étudiantes noires à s'inscrire à la Sorbonne,, à une époque où peu de femmes et de Noirs avaient accès à cette institution. Elle y soutient sa thèse sur l'écrivaine et abolitionniste américaine Harriet Beecher Stowe, auteure en 1852 de La Case de l'oncle Tom.
À Paris, elle profite de la vie culturelle de la capitale. Elle va au théâtre, assiste à des concerts, visite des expositions... Elle fréquente le Bal Nègre. C’est l’un des rares endroits où la jeune femme peut retrouver ses repères culturels. Elle assiste là aux revues de la cantatrice Marian Anderson et de Joséphine Baker qui la font s'éveiller à ce que sa sœur appelle la « conscience noire ».

#### Le salon littéraire
Paulette Nardal tient un salon littéraire dans l'appartement qu'elle partage au 7 rue Hébert avec ses deux sœurs à Clamart. Elle cherche à mettre en relation les diasporas noires. Elle aborde la question de l’émancipation des femmes et pose les prémices de la théorie de la Négritude. Dans son salon littéraire se croiseront des écrivains célèbres tels que Léopold Senghor, Aimé Césaire qui feront part de leur expérience d'étudiants en métropole, Jean Price Mars de passage dans la capitale, Léon-Gontran Damas, René Maran qui racontera les péripéties rencontrées avec son livre Batouala, et d'autres venus d'Afrique, de Haïti et de New York, notamment ceux de la Harlem Renaissance comme Claude McKay. En 1928, elle rejoint la Dépêche africaine, une revue panafricaniste.
Paulette Nardal fonde en 1931 avec les écrivains haïtien Léo Sajous et guyanais René Maran La Revue du Monde Noir, qui est éditée en français et anglais. Son objectif affiché est de « créer entre les Noirs du monde entier, sans distinction de nationalité, un lien intellectuel et moral qui leur permette de mieux se connaître, de s’aimer fraternellement, de défendre plus efficacement leurs intérêts collectifs et d’illustrer leur race. » La revue cesse de paraître en 1932, après seulement six numéros à cause de contraintes économiques. Ses sœurs Jeanne et Andrée étaient aussi des contributrices de la revue, tout comme leur cousin germain Louis–Thomas Achille. D'autres écrivains vont reprendre le flambeau de ce courant littéraire de la Négritude, tels que Césaire ou Senghor, notamment avec la revue L'Étudiant noir, tout en omettant largement de donner crédit à Paulette Nardal qui écrira : « Césaire et Senghor ont repris les idées que nous avons brandies et les ont exprimées avec beaucoup plus d’étincelles, nous n’étions que des femmes ! Nous avons balisé les pistes pour les hommes »,.

#### Militante politique
Catholique fervente, Paulette Nardal est opposée au communisme, présent en Martinique dès cette période et à l’influence duquel elle attribuera, s'ajoutant à la misogynie, sa progressive mise à l'écart du mouvement de la négritude ; très attachée à la France, elle défend une pleine intégration de l’île dans le cadre de l’empire colonial français d’alors et déclare dans un texte de 1932 « trouv[er] stupide l’idée de l’indépendance des Antilles ».
Elle devient secrétaire du parlementaire socialiste martiniquais Joseph Lagrosillière, puis de Galandou Diouf, élu député du Sénégal en 1934. Elle exprime son engagement politique notamment contre l'invasion de l'Éthiopie par l'Italie fasciste de Mussolini. En 1937, elle se rend au Sénégal sur l'invitation de son ami Léopold Sédar Senghor.

### Seconde Guerre mondiale

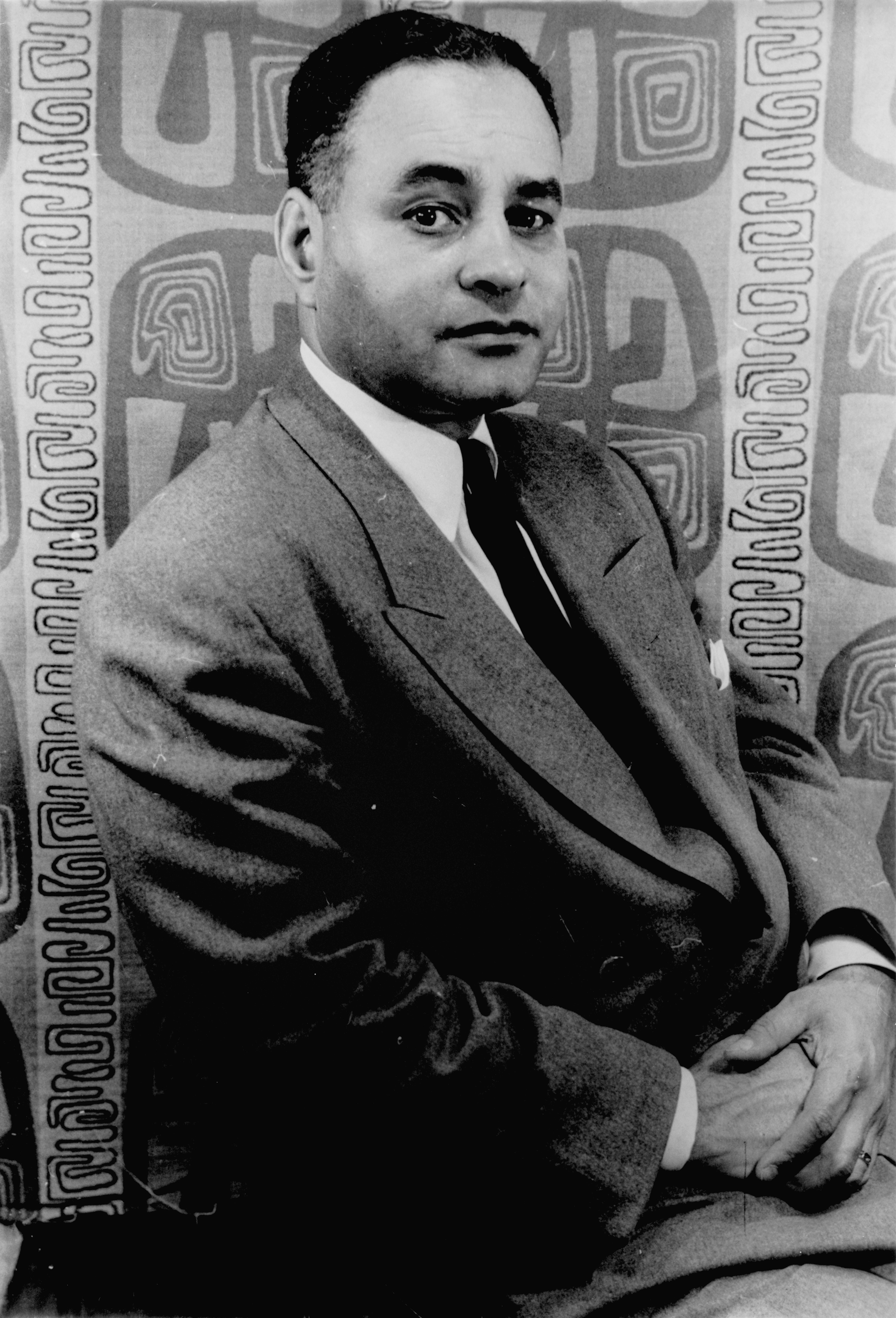
Le politologue, diplomate et Prix Nobel de la paix américain Ralph Bunche, photographié en 1951.

En 1939, alors qu'elle rentre de Martinique en bateau peu après le déclenchement de la Guerre, un sous-marin allemand torpille le navire SS Bretagne sur lequel elle voyage et le coule. Elle est sauvée de la noyade par une chaloupe de sauvetage mais se brise les deux rotules. Elle passe 11 mois à l’hôpital de Plymouth et restera handicapée pour le reste de ses jours. Durant la période vichyste, elle retourne en Martinique et donne clandestinement des cours d’anglais à des jeunes Martiniquais désireux de rejoindre la France libre via la Dominique. Elle ouvre un nouveau salon littéraire.
À la suite de l'ordonnance du 21 avril 1944 qui accorde le droit de vote aux femmes, Paulette Nardal crée le Rassemblement féminin, branche martiniquaise de l'Union féminine civique et sociale et participe au mensuel La Femme dans la cité publié entre 1945 et 1951. Elle souhaite ainsi inciter les femmes martiniquaises à exercer ce nouveau droit et à aller voter le 20 avril 1945.
Alors que la fin de la Seconde Guerre mondiale approche, elle part pour les États–Unis, où elle devient la secrétaire particulière de Ralph Bunche, militant pour les droits civiques qui entreprend une médiation réussie dans le conflit israélo-arabe entre 1948 et 1949. Ralph Bunche fait ensuite entrer Paulette Nardal à la récente ONU, où elle devient pour une année et demie déléguée à la section des territoires autonomes.

### Retour en Martinique
De retour en Martinique, elle y fonde la chorale « Joie de chanter » avec sa sœur Alice, tout en poursuivant son activité militante en faveur de la promotion de la femme, la culture, la littérature ou encore l’histoire. Les deux sœurs préparent les commémorations du centenaire de l’abolition de l'esclavage. En 1956, un inconnu jette une torche enflammée à travers une fenêtre de sa maison ; peu après, sa famille la convainc de cesser son activité politique, de crainte pour sa vie. Elle rédige un historique de la tradition musicale des campagnes martiniquaises. Le Bèlè et ses variantes comme le gran bèlè, le béliya, le bouwo, le Ladjia et sa base, le rythme afro aja-gbe doivent retrouver leur place dans la musique antillaise. Au sein d'une famille très attachée à la musique et au chant, elle est la tante de la cantatrice Christiane Eda-Pierre.
Elle est faite Officier des Palmes académiques et Chevalier de la Légion d’honneur, alors que Léopold Sédar Senghor lui décerne le titre de Commandeur de l’Ordre National de la République du Sénégal. À Fort-de-France, l’ancienne place Fénelon, proche de l’ancienne maison familiale rue Schœlcher, porte maintenant son nom.

### Mort
Paulette Nardal meurt le 16 février 1985 à l’âge de 88 ans à Fort-de-France. Cette femme de lettres et militante politique, pionnière de la cause noire, restera celle qui répétait inlassablement à ses amis et ses élèves sa fierté d'être noire : « Black is beautiful ».

## Vie privée
À Fort-de-France, elle habite la maison familiale de la rue Schœlcher, avec son père et ses sœurs ; à la différence de celles-ci, toutes épouses et mères de famille, elle ne se marie pas, trouvant dans le célibat une forme d'affirmation de son indépendance.

## Hommages
Dans les années 1980, Aimé Césaire fait apposer le nom de Paulette Nardal sur une place de la ville de Fort-de-France, dont il est maire.
En 2018, sur proposition de Fadila Mehal (groupe Démocrates et Progressistes) au Conseil de Paris, la Ville de Paris décide de la création de la promenade Jane-et-Paulette-Nardal dans le 14e arrondissement, qui est officiellement inaugurée par la maire de Paris Anne Hidalgo en présence de Christiane Eda-Pierre, nièce de Paulette et Jeanne Nardal, le 31 août 2019,,. La maire de Paris affirme alors son soutien à l'entrée de Paulette Nardal au Panthéon.
En 2019, la ville de Clamart vote le choix de son nom pour une future voie de la ville, et la commune de Malakoff le choisit pour rebaptiser l'école Paul-Bert,.
En 2021, la ville de Ducos (Martinique) rebaptise son lycée en son honneur
En 2022, la ville de Fontenay-sous-Bois (Val-de-Marne) donne son nom à l'allée desservant la nouvelle école Paul-Langevin.
Une allée porte son nom au Haillan.
Elle fait partie des dix statues de femmes présentées lors de la cérémonie d'ouverture des Jeux olympiques (avec l'avocate et féministe Gisèle Halimi, la philosophe et poétesse Christine de Pizan, l’exploratrice Jeanne Barret, l'écrivaine et révolutionnaire Olympe de Gouges, l’anarchiste Louise Michel, la réalisatrice Alice Guy, la cadre sportive Alice Milliat, la philosophe Simone de Beauvoir et la femme politique Simone Veil), qui sont réinstallées le 26 juillet 2024 rue de la Chapelle.

### Filmographie
- Le film de Jil Servant : Paulette Nardal, la fierté d’être négresse, coproduction France-Antilles T.V., 2004, retrace son parcours.

### Émission
- [(fr) Cherchez la femme ! (25/30) Paulette Nardal - La Négritude sur Arte (page consultée le 25 janvier 2023)], série en stop motion de Julie Gavras (2021), Arte, durée 4 min.
- Marie-Christine Gambart, « Les sœurs Nardal, les oubliées de la négritude » [vidéo], sur France Télévision, 2023
- « La pionnière oubliée de la négritude ? L’histoire illustrée de Paulette Nardal » [vidéo], sur Le Monde, 29 janvier 2025